# いつみても波瀾万丈
『いつみても波瀾万丈』（いつみてもはらんばんじょう）は、日本テレビ系列およびフジテレビ系列の沖縄テレビで放送されたトークバラエティ番組。1993年までは逸見政孝の冠番組でもあった。
製作局の日本テレビでは1992年3月22日から2008年9月28日まで、毎週日曜 9:30 - 10:25 （1996年3月まで）→日曜 9:55 - 10:55 （1996年4月以降）に放送。2006年12月3日放送分からはハイビジョン制作となっていた。

## 概要
本番組は毎回1人または1組のゲストを招き、そのゲストの波瀾万丈な人生を再現VTRとゲスト本人とのトークで振り返っていた。
元々は、逸見政孝が司会の同系『いつみても平平凡凡』（芸能人とその家族がゲスト出演のトーク番組だった。最後に賞品獲得をかけたゲームに挑戦。）を引き継ぐ形で、逸見と間寛平、そして野際陽子が新たにレギュラーとして加入され、1992年3月22日にスタートした。
ところが、1993年9月6日に逸見が癌の再発による闘病へ専念する事を公表し、一切の仕事を完全休止したため事実上降板。最後の出演は会見2日前の9月4日に収録し、翌9月5日（癌告白会見の前日）に放送された蔵間竜也がゲストの回であり、逸見自身にとって生涯最後の仕事となった。
同年9月12日からは、福留功男が代理司会を担当する。その福留が代理司会初回の冒頭では、逸見より病床から「野際さん、寛平さん、そして（遠野）舞子ちゃん。この度は本当に色々、迷惑を掛けて申し訳ありませんでした。福留さんには本当に急なお願いで、申し訳有りません。大変だと思いますが、ひとつ宜しくお願いします。がんばります」等という録音メッセージが放送される。その後、福留と野際を筆頭にレギュラー陣が「逸見さんも頑張って下さい、有難う御座いました。（私達も）頑張りましょうね！」と笑顔でエールを送っていた。
しかしそれから僅か約3か月半後、同年12月25日に逸見が癌性悪液質の病因により、念願の復帰は叶わずに48歳の若さで逝去。翌26日は当初予定の内容を急遽変更し、生放送に切り替え逸見を追悼する内容で放送された。福留・野際・寛平（但し遠野は欠席）の3人で番組進行の最後、それぞれ逸見の訃報に対して、福留は「どうして帰って来なかったのか？とほんとに私も思いますけれども…」「人間として自分が家族に責任を持ち、仕事に責任を持とうと…そういう気持ちをしっかりとこう、男として持たなければいけない事を教えてくれたって言う、僕は仲間として一番それを強く感じました」、野際は「9月の蔵間さんの撮りの後で、寛平さんと一緒に話を伺った時に、（逸見さんは）『本当に悔しい』と仰ってましたけれども」「でも闘う為に、入院するんですから。必ず返ってくるって…帰って来るつもりで、ああいう闘病の仕方を選んだのですから。ほんとに還ってらっしゃると、信じてましたし私も…」、寛平は「悔しかったですね。聞いた時『何でやねん！』と思いましたね…」等と、揃って無念さの余りに涙声で言葉を詰まらせている。この日の放送では本番組と「平平凡凡」の映像が流された。
それ以後は福留が、そのまま正式に2代目司会者に就任し、最終回まで司会を務めた。なお、前身番組時代からタイトルに付けられた「いつみても」は、初代司会者である逸見の名字「いつみ」から取ったものである。このことは、逸見がかつて在籍していたフジテレビの5期先輩にあたる露木茂がゲスト出演した際にも福留が再確認する表現がなされた。
2004年3月に日本テレビの本社が麹町から汐留に移転した後も、しばらくは麹町分室のスタジオで収録されていたが、その後番組終了までは汐留本社スタジオにて収録されていた。2004年10月30日の放送では1992年の番組開始以来初めてスタジオを飛び出しての野外収録ロケが行われた。場所はこの回のゲストのエッセイスト・玉村豊男の農園場の長野県の東御市から。そのほか、2005年3月6日の放送では倉本聰の活動場所でもある北海道富良野市にて屋内での収録ロケ、2007年5月6日の放送では当時宮崎県の東国原英夫知事の地元にある宮崎市のシェラトン・グランデ・オーシャンリゾートにて屋外での収録ロケ（全編4:3SDで収録）、2008年8月3日の放送では田中義剛の花畑牧場がある北海道中札内村にて屋外での収録ロケがそれぞれ行われた。
年始最初の放送では11:25までの90分スペシャルで放送されることがあるが、一部地域では通常の10:55で終了するネット局もある（読売テレビは大半このケースで、その場合、提供アナウンスは読売テレビが自社で送出する）。2008年は12時台に全国高校サッカー準決勝の中継を控えているため11:10までの75分スペシャルでの放送となった（BS日テレでは2008年2月1日の22:00 - 23:15に放送された）。
次回予告のナレーションは福留が担当していたが、2008年4月6日放送分からナレーションの武田広が担当していた。
長く日本テレビの看板番組として定着したが福留の高齢やギャラの問題もあり2008年9月28日をもって番組は終了し、16年半の歴史に幕を閉じた。後番組として堀尾正明、溝端淳平、関根麻里の司会により本番組のコンセプトをそのまま継承し、「波瀾」のタイトルを残した『誰だって波瀾爆笑』が10月5日にスタートしたが、同番組も視聴率低迷等から2020年3月29日に終了。『いつみても平平凡凡』以来30年に渡る本放送枠でのトーク番組シリーズに終止符が打たれた。

## 出演者

### 司会者
- 逸見政孝（初代：1992年3月22日 - 1993年9月5日）
- 福留功男（2代目：1993年9月12日 - 2008年9月28日）

### レギュラー
- 間寛平 - 当初のポジションは『いつみても平平凡凡』に引き続き逸見のアシスタント役という立場だったが、福留が司会に就任してからは1レギュラーとして括られていた。
- 野際陽子 - 後期では単なるレギュラーというよりも、実質的に司会者としての役割が強くなっていた。

若手枠
2代目の遠野まではタレントだったが、それ以後はアシスタント的な立場で日本テレビの局アナが入るようになった。
- 野々村真（初代）
- 遠野舞子（2代目）
- 角田久美子 （3,6代目、当時日本テレビアナウンサー）
- 町亞聖（4代目、当時日本テレビアナウンサー）
- 斉藤まりあ（5代目、当時日本テレビアナウンサー）
- 小野寺麻衣（7代目、当時日本テレビアナウンサー） - 番組出演期間中に日本テレビを退社。

### ナレーション
- 来宮良子
- 武田広

## ネット局
系列は放送終了時点（2008年9月）のもの。
| 放送対象地域  | 放送局             | 系列                          | ネット形態             | 備考                                              |
| ------------- | ------------------ | ----------------------------- | ---------------------- | ------------------------------------------------- |
| 関東広域圏    | 日本テレビ         | 日本テレビ系列                | 制作局                 |                                                   |
| 北海道        | 札幌テレビ         | 日本テレビ系列                | 同時ネット             |                                                   |
| 青森県        | 青森放送           | 日本テレビ系列                | 同時ネット             |                                                   |
| 岩手県        | テレビ岩手         | 日本テレビ系列                | 同時ネット             |                                                   |
| 宮城県        | ミヤギテレビ       | 日本テレビ系列                | 同時ネット             |                                                   |
| 秋田県        | 秋田放送           | 日本テレビ系列                | 同時ネット             |                                                   |
| 山形県        | 山形放送           | 日本テレビ系列                | 同時ネット             | 1993年4月からネット開始                           |
| 福島県        | 福島中央テレビ     | 日本テレビ系列                | 同時ネット             |                                                   |
| 新潟県        | テレビ新潟         | 日本テレビ系列                | 同時ネット             |                                                   |
| 長野県        | テレビ信州         | 日本テレビ系列                | 同時ネット             |                                                   |
| 山梨県        | 山梨放送           | 日本テレビ系列                | 同時ネット             |                                                   |
| 静岡県        | 静岡第一テレビ     | 日本テレビ系列                | 同時ネット             |                                                   |
| 富山県        | 北日本放送         | 日本テレビ系列                | 同時ネット             |                                                   |
| 石川県        | テレビ金沢         | 日本テレビ系列                | 同時ネット             |                                                   |
| 福井県        | 福井放送           | 日本テレビ系列 テレビ朝日系列 | 遅れネット             | 2001年3月打ち切り                                 |
| 中京広域圏    | 中京テレビ         | 日本テレビ系列                | 同時ネット             |                                                   |
| 近畿広域圏    | 読売テレビ         | 日本テレビ系列                | 同時ネット             |                                                   |
| 鳥取県 島根県 | 日本海テレビ       | 日本テレビ系列                | 同時ネット             |                                                   |
| 広島県        | 広島テレビ         | 日本テレビ系列                | 同時ネット             |                                                   |
| 山口県        | 山口放送           | 日本テレビ系列                | 同時ネット             | 1993年10月からネット開始                          |
| 香川県 岡山県 | 西日本放送         | 日本テレビ系列                | 同時ネット             |                                                   |
| 愛媛県        | 南海放送           | 日本テレビ系列                | 遅れネット →同時ネット | 1992年10月以降にネット開始                        |
| 高知県        | 高知放送           | 日本テレビ系列                | 同時ネット             | 1996年10月からネット開始                          |
| 徳島県        | 四国放送           | 日本テレビ系列                | 同時ネット             |                                                   |
| 福岡県        | 福岡放送           | 日本テレビ系列                | 同時ネット             |                                                   |
| 長崎県        | 長崎国際テレビ     | 日本テレビ系列                | 同時ネット             |                                                   |
| 熊本県        | くまもと県民テレビ | 日本テレビ系列                | 同時ネット             |                                                   |
| 大分県        | テレビ大分         | 日本テレビ系列 フジテレビ系列 | 遅れネット             | 2003年3月打ち切り 2007年10月25日からネット再開    |
| 大分県        | 大分放送           | TBS系列                       | 遅れネット             | 2003年4月からネット開始 2007年3月打ち切り         |
| 宮崎県        | 宮崎放送           | TBS系列                       | 遅れネット             | 2005年9月打ち切り                                 |
| 鹿児島県      | 鹿児島読売テレビ   | 日本テレビ系列                | 同時ネット             | 1994年4月開局から                                 |
| 沖縄県        | 沖縄テレビ         | フジテレビ系列                | 同時ネット             | [ 注 12 ]                                         |
| 日本全国      | BS日テレ           | BSデジタル放送                | 遅れネット             | 2007年10月5日からネット開始 2008年3月28日打ち切り |

## スタッフ（最終回時点）
- 構成：上下真三、中本麻理、浜田悠、武田隆、兼上頼正、岡本寛子
- TM：小椋敏宏
- SW：木村博靖（以前はCAM）
- CAM：遠藤裕二
- 照明：渡辺一成
- 音声：木本文子
- 調整：飯島友美
- 美術：小林俊輔（以前はデザイン）、柳谷雅美、高津光一郎
- 美術協力：日テレアート
- 音効：吉田比呂樹（佳夢音→M-TANK）
- TK：立石聖美
- 広報：向笠啓祐
- 編集：安田裕禎（麻布プラザ）
- MA：長谷川真哉（麻布プラザ）
- デスク：森千花子
- 演出補：徳武真人
- 制作補：今泉昌子、城野麻衣子
- スタイリスト：笠本ゐり子、佐々田加奈子
- 制作協力：ZIPPY、THE WORKS、読売映像（2008年4月 - ）
- ディレクター：竹山耕太郎、加賀谷健吾（加賀谷→以前は演出補）、野村正人、吉田雅司、平山建(健)司、今井康則、藤田直樹、桑原慶介、前田展宏、水島紳一郎
- プロデューサー：及川千津、須田薫之、荻原伸之、玉井浩、三浦正義
- チーフプロデューサー：大野彰作
- 製作著作：日本テレビ

### 過去のスタッフ
- 構成：山屋美晴、森和盛、吉田康子、松林美紀、東條真弓
- TP→TM：佐々木伸郎、加田直彦、鈴木康介、柴田康弘、原泰造
- SW：坂東秀明、竹内一也、武藤慶一、村上新郷、秋山真、江村多加司、齋藤孝行、高野信彦、加藤浩、佐藤博文、望月達史、蔦佳樹、水梨潤（板東・江村・高野・望月→CAMの回あり）
- CAM：松村興、落合弘祐、泉博司、寺西謙治、遠藤文章、高木冬夫、小林宏義、工藤恂児、鈴木善一、荻野高康
- 照明：川崎吉男、中川満、小寺勝馬、秋長稔、細川登喜二、木村弥史、高橋明宏、内藤晋、安井雅子、野村博幸、関仁、下平好実、山本智浩、小川勉、鈴木道隆
- 音声：佐藤廣吉、澁谷誠一、庄司薫一、田中勝己(巳)、掛川陽三郎、清水秀明、山口直樹、渡邊勇二、長谷川透、白水英国
- 調整：斎藤智徳、一ノ瀬健次、佐久間治雄、石塚功、守屋誠一、口田幹夫、金沢哲人、高田彰彦、長倉茂樹、栗田文恵、関口雄八、飯島章夫、高橋広樹、時松淳一、山本英雄、佐藤満、三山隆浩、三浦錦也、笈川太、新名大作、菅谷典彦、谷田部昭、矢込宏敬、八木一夫、三崎美貴、舘野真也、神田洋介、室田孝昭、田口徹
- 美術：荒井亜和、高野豊、中野嘉一郎、塚越千恵、本田恵子、石附千秋
- 美術プロデューサー：島田美知子
- 広報：難波佐保子、保坂朱美、木村晶子、佐々木梓沙、飯島綾子、安生泰子、山本恵美、小泉真紀、原のりこ、高松美緒
- 編集：清水良浩、小澤章二、辻泰治、松尾大介（麻布プラザ）
- ロケ技術：フィックス、放送技術社、蓮、だだだ、NTV映像センター、池田屋、影、ヌーベルバーグ、ファースト・ウィング、ナック・ビジュアル
- 演出補：芳野宏昌、木曽川文彦、熊谷充史、佐藤拓、荒木利尚、如沢大介、杉山聡、丸目博則、杉野将人、二瓶剛、原田誠之、畑野浩二、園部和己、高野勝矢、織部裕基、村田竜一、松原裕、鷲海剛、森田綾乃、大友健志、岡崎悟
- デスク：田口美和子、佐藤麻里子
- 制作補：藤井歩、矢橋千尋、宮沢智美
- スタイリスト：ミニコーポレーション、WTHキャスティングシステム、星ルミ、コム・レック
- 監修：菅原正豊（逸見期）
- 制作協力：三木プロダクション（逸見期）
- FD：飯山直樹
- ディレクター：西牟田知夫、杉村和彦、高松大、嵓渕有子、河野英裕、宮木宣嗣、松岡至、大澤雅彦、米川昭吾、竹内尊実、小島友行、加藤幸二郎、松島宣正、武澤忠、渡辺宏、香川春太郎、關良一
- プロデューサー：小杉善信（逸見期）、吉岡正敏、川邊哲也→望月和雄→望月和雄、加藤就一→望月和雄→大山昌作（加藤・大山→共に以前はディレクター）、小澤洋子（以前は制作補）、細工忠晴、鈴木美江子
- チーフプロデューサー：柏木登→小湊義房→中山良夫→進藤卓→吉田真→安岡喜郎→菅賢治

## 備考
- 本番組放送期間中、寛平・野際がフジテレビ系『森田一義アワー 笑っていいとも!』にそれぞれゲスト出演することがあり、その際は同時間帯に放送されていた『笑っていいとも!増刊号』と裏かぶりすることがあった。また、逸見が1992年7月と1993年7月にフジテレビ系『平成教育テレビ』の総合司会を担当した際、裏かぶりを回避するため、9時過ぎから10時30分にかけて平成教育テレビのスタジオから中座する対処が取られた。
- 福留が同局で『ズームイン!!朝!』を担当したこともあり、新年最初の放送や年末の放送にはプロ野球をはじめとするスポーツ関係者の出演が多かった（野村克也、王貞治、達川光男など）。また、引退した元スポーツ選手が出演したこともあった（松岡修造、落合博満、吉村禎章など）。
- 過去に出演したゲストが再登場する回もあった（麻丘めぐみ、朝丘雪路、大橋巨泉など）。
- 最初の2回は御幸毛織が提供していたが、3回目の1992年4月5日以降の回からは降板していた。その理由は、1992年春の改編で提供番組を『NNNきょうの出来事』の金曜日へ移行したためである。
- 2007年4月1日の放送では、長年『笑点』の司会を務めた三遊亭圓楽が出演し、圓楽はこの出演をもって高座に続いてテレビ出演も引退した。
- 2007年4月8日の放送は、直前の3月27日に植木等が死去したことから、当初の予定を植木を追悼する総集編（ゲスト出演した1998年3月放送分を再構成したもの）に変更された。
- 2008年2月17日の放送は、第2回東京マラソンが開催されたため休止となった。
- それ以外に、オリンピック中継で3回休止になったこともある。(92年のバルセロナ五輪、96年のアトランタ五輪、08年の北京五輪)
- 2008年7月27日の放送は、沖縄テレビではフジテレビ系列の27時間テレビが同時放送されたため、同年8月2日の午後1時から時差放送（これをはじめ、毎年恒例のフジテレビ系列の27時間テレビがある日は後日時差放送をしていた）。

### 楽曲
- 番組のテーマ音楽には、東京スカパラダイスオーケストラの「YOU ARE A MIRACLE "ナイスなオマエ"」が使われていた（オープニングの挨拶の時、かつてはエンディングの予告でも流れていた）。のちにエンディング曲はTopper Returns／Sylvester Levayとなっている。
- 「波瀾万丈伝」の再現エピソードに入る前に流れる定番のBGMは、『聖闘士星矢』の劇場版『真紅の少年伝説』・OVA『聖闘士星矢 冥王ハーデス冥界編』のオープニングジングルが出典である。
- 提供表示時のBGMはクライズラー&カンパニーのカルメン/天国と地獄である。なお、この曲は奇しくも初代司会の逸見が出演していた『クイズ世界はSHOW by ショーバイ!!』のスペシャルや『スーパークイズスペシャル』でも使用されていた[注 14]。